# Gustave Sandoz
Jacques Gustave Sandoz, né à Paris le 11 septembre 1836 et mort le 4 juillet 1891 à Boulogne-Billancourt, est un horloger, bijoutier et joaillier français d'origine helvétique.

## Biographie
Son père, Charles Auguste Sandoz (1800-1880), est un horloger d'une dynastie d'horlogers suisses originaires de la région de Neuchâtel de confession protestante. Charles Auguste Sandoz s'installe à Paris au n°1 de la place Dauphine. Gustave Sandoz commence à 13 ans son apprentissage avec le célèbre horloger Pérusset, puis chez Bréguet. 
Il s'installe à son compte en 1861 au 4 rue de la Monnaie, puis passage Sainte-Anne. Il ouvre une nouvelle boutique en 1865 au 147-148 Palais-Royal (tout près de chez Boucheron) qui attire une clientèle fortunée et cosmopolite et il devient une figure montante du commerce de luxe parisien. Il est ami d'Alfred Renault qui lui demande par exemple d'être le témoin en 1877 pour la déclaration de naissance de son fils Louis. Il est fait horloger de la Marine de l'État en 1874. 
Gustave Sandoz fonde en 1889 la Société d'encouragement à l'art et à l'industrie avec Gustave Larroumet, directeur de l'École nationale supérieure des beaux-arts, afin de rapprocher créateurs et industriels, artistes et artisans d'art pour renouveler les arts appliqués. Il est appelé à la préparation de l'exposition universelle de 1889. Il est de ceux qui lancent la foire de Paris pour à terme concurrencer celles de Nijni Novgorod et de Leipzig. La première se tient au carreau du Temple.
Quelques mois avant de mourir, il obtient la nationalité française.

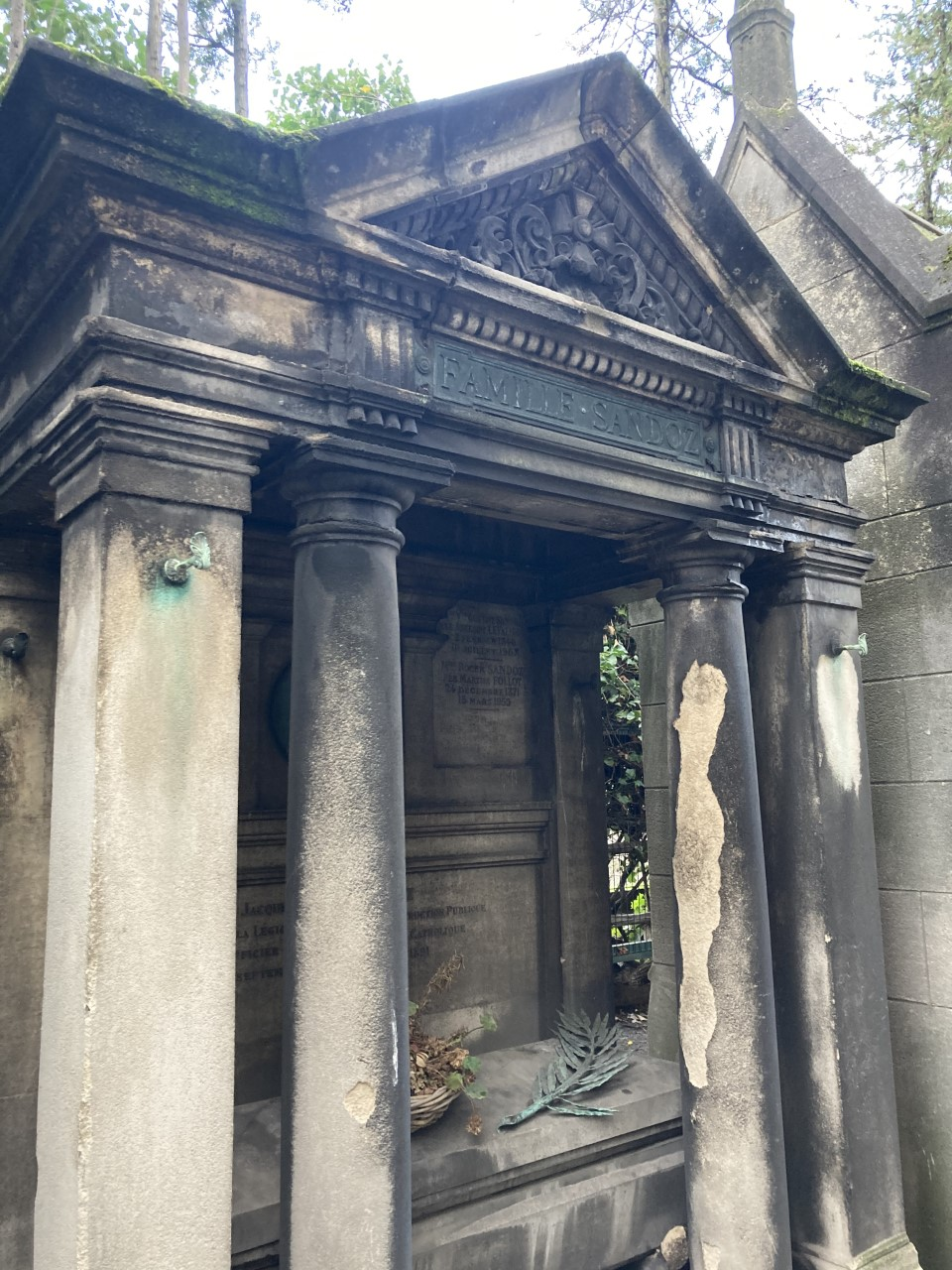
Sépulture au cimetière de Passy.

Ses obsèques ont lieu au temple de l'Oratoire, ; il est inhumé au cimetière de Passy. Son fils Gustave-Roger (1867-1943) lui succède et déménage la boutique en 1895 au 10 rue Royale, mettant l'accent sur la joaillerie.
La rue Gustave-Sandoz à Boulogne-Billancourt lui doit son nom car il y possédait des terrains.

## Décorations
- Officier de la Légion d'honneur
- Grand officier de l'ordre d'Isabelle la Catholique